# Silvae
Silvae från 1999 är ett musikalbum med basisten Anders Jormin.

## Låtlista
Alla musik är skriven och arrangerad av Anders Jormin.
1. Namatanda – 9:41
2. Thousand Days Left – 7:22
3. Blues – 6:44
4. Koto – 6:52
5. Minus – 8:39
6. Diptyk – 3:26
7. Living My Life – 5:59
8. Months of a Stone – 3:47
9. A Glimpse of Maria – 10:09
10. M.C. – 3:55

## Medverkande
- Anders Jormin – bas
- Fredrik Ljungkvist – klarinett, sopran- och tenorsax
- Arve Henriksen – trumpet
- Marc Ducret – gitarr
- Severi Pyysalo – vibrafon, marimba
- Christian Jormin – trummor, slagverk, piano